# Kiełpiniec
Kiełpiniec – wieś w Polsce położona w województwie mazowieckim, w powiecie sokołowskim, w gminie Sterdyń. Ma status sołectwa. Leży na lewym brzegu Bugu, na historycznym Podlasiu.
| SIMC    | Nazwa | Rodzaj    |
| ------- | ----- | --------- |
| 0690447 | Zagać | część wsi |

W latach 1975–1998 miejscowość administracyjnie należała do województwa siedleckiego.
W Kiełpińcu znajduje się kaplica dojazdowa pw. Matki Bożej Królowej Polski, która powstała w latach 1983–1985. Kaplica została poświęcona 15 lipca 1990 roku przez biskupa siedleckiego Jana Mazura. Mieszkańcy wyznania rzymskokatolickiego należą do parafii św. Anny w Sterdyni.
We wsi znajduje się starorzecze Bugu nazywane "Starym Bużyskiem" oraz aleja lipowa – 35 drzew o obwodach od 170 do 438 cm i wysokościach od 19 do 25 m. Większość drzew uległa zniszczeniu po nawałnicach w 2008 r..
17 lutego 1947 roku, na koloniach Kiełpińca w gospodarstwie Franciszka Goworka rozegrała się potyczka partyzantów 6 Brygady Wileńskiej z KBW. W jej rezultacie polegli: kpr. Franciszek Januszewicz "Zbieg", szer. Jan Małyszko "Grom" i szer. "Serdeczny" oraz st. sierż. Józef Babicz "Żwirko". W listopadzie 2005 roku staraniem Fundacji "Pamiętamy", w Kiełpińcu stanął pomnik upamiętniający to wydarzenie.
Od 1926 roku w Kiełpińcu funkcjonuje jednostka Ochotniczej Straży Pożarnej. OSP Kiełpiniec posiada własny wóz strażacki marki Lublin, a także remizę wybudowaną przez mieszkańców wsi w czynie społecznym, przy wsparciu finansowym władz samorządowych. W 2023 roku jednostka pozyskała z zasobów Państwowej Straży Pożarnej średni samochód ratowniczo-gaśniczy GBA 2,5/20 STARMAN.